# Гуидобалд Йозеф фон Дитрихщайн
Гуидобалд Йозеф фон Дитрихщайн (на немски: Guidobald Joseph Graf von Dietrichstein) е граф на Дитрихщайн в Каринтия, Австрия.

## Биография
Роден е на 9 декември 1717 година. Той е син на граф Якоб Антон фон Дитрихщайн-Николсбург (1678 – 1721) и втората му съпруга графиня Мария Анна Франциска Магдалена София фон Щархемберг (1688 – 1757), дъщеря на граф Гундакар XVI фон Щархемберг (1652 – 1702) и графиня Мария Анна фон Рапах (1654 – 1721). Внук е на 2. княз Фердинанд Йозеф фон Дитрихщайн (1636 – 1698) и принцеса Мария Елизабет фон Егенберг (1640 – 1715). Роднина е на Андреас Якоб фон Дитрихщайн (1689 – 1753), княжески архиепископ на Залцбург (1747 – 1753).
Той умира без наследници на 55 години през март 1773 г. Вдовицата му графиня Мария Йозефа фон Шратенбах (1750 – 1806) се омъжва втори път на 25 април 1774 г. в Брюн за граф Йохан Йозеф Франц фон Кефенхюлер-Меч (1733 – 1792) и трети път на 8 октомври 1797 г. за княз Франц Гундакар фон Колоредо-Мансфелд (1731 – 1807).

## Фамилия
Първи брак: на 4 ноември 1743 г. в Лозлау се жени за графиня Мария Габриела фон Хенкел-Донерсмарк (* 1 ноември 1719, Глесен; † 2 юли 1748, Лозлау, окр. Рибник), дъщеря на граф Карл-Йозеф-Ердман фон Хенкел-Донерсмарк (1688 – 1760) и фрайин Мария-Йозефа фон Брунети (1695 – 1740). Тя умира на 28 години. Бракът е бездетен.
Втори брак: през 1749 г. се жени за Мария Антония фон Ротал (* 19 ноември 1717; † 16 януари 1767). Тя умира на 49 години. Те имат два сина:
- Франц Антон Йозеф Валентин (* 9 ноември 1749; † ок. 1749)
- син (* 1754)

Трети брак: през 1768 г. се жени за графиня Мария Йозефа фон Шратенбах (* 5 юни 1750; † 1 октомври 1806), дъщеря на граф Франц Антон фон Шратенбах (1703 – 1783) и графиня Мария Йозефа Валпурга фон Врбна и Фройдентал (1717 – 1791). Те имат една дъщеря:
- Мария Антония Гуидобалдина (* 27 май 1772; † 12 юни 1772)